# April Ross
April Ross (* 20. Juni 1982 in Costa Mesa, Kalifornien) ist eine US-amerikanische Beachvolleyballspielerin. Sie wurde 2009 Weltmeisterin. Bei Olympischen Spielen gewann sie 2012 mit Jennifer Kessy die Silbermedaille, 2016 mit Kerri Walsh die Bronzemedaille und 2021 mit Alexandra Klineman die Goldmedaille.

## Karriere
Ross begann in der Newport Harbor High School in Newport Beach mit dem Volleyball in der Halle. Danach studierte sie an der University of Southern California. Außerdem spielte sie für den Orange County Volleyball Club. In den Jahren 2000 und 2001 spielte sie in der Juniorennationalmannschaft der USA und 2003 wurde sie in den Kader der A-Nationalmannschaft berufen. Während dieser Zeit sammelte sie bereits einige Auszeichnungen.
2006 wechselte Ross zum Beachvolleyball. Mit ihrer Partnerin Keao Burdine erreichte sie auf der AVP Tour zwei neunte Plätze. Am Ende der Saison wurde sie zum Rookie of the Year gewählt. Bei der FIVB World Tour unternahm sie zum Ende des Jahres ihre ersten Versuche. Mit Barbra Fontana kam sie in Acapulco nicht über die „Country Quota“ hinaus, mit Nancy Reynolds wurde sie 17. der Phuket Open. 2007 bildete sie ein Duo mit Jennifer Kessy. Beim Grand Slam in Stavanger gelang ihnen gleich der erste Erfolg. Das auf Platz 29 gesetzte Team besiegte im Halbfinale die Deutschen Goller/Ludwig und setzte sich im Finale gegen die Chinesinnen Tian Jia und Wang Jie durch. Niemals zuvor konnte ein Team, das derart niedrig eingestuft war, ein FIVB-Turnier gewinnen. Auch beim Grand Slam in Berlin kamen Kessy/Ross als Neunte in die Top Ten. Bei der Weltmeisterschaft in Gstaad schieden sie hingegen als Gruppenletzte bereits nach der Vorrunde aus. Auf der World Tour blieben sie in den Top Ten und unterlagen bei den Sankt Petersburg Open erst im Finale den Brasilianerinnen Larissa/Juliana. Ross wurde nun auch von der FIVB zum Rookie of the Year gewählt.
In die World Tour 2008 starteten Kessy/Ross mit einem 17. Platz in Adelaide, bevor sie vier Mal in Folge Fünfte wurden. Beim Grand Slam in Stavanger belegten sie den dritten Rang und bei den Dubai Open kamen sie ins Endspiel gegen ihre Landsfrauen Kerri Walsh und Nicole Branagh. Im November gewannen sie die letzten beiden Turniere in Phuket und Sanya. Zu Beginn der Saison 2009 erreichten sie in Brasília und Seoul zwei weitere Endspiele, die sie gegen die brasilianischen Duos Larissa/Juliana und Antonelli/Talita verloren. Bei der WM in Stavanger gelangten sie ohne Satzverlust ins Viertelfinale, das sie gegen Turner/Akers ebenso im Tiebreak gewannen wie das Halbfinale gegen Ana Paula und Shelda Bede. Mit einem Finalsieg gegen Larissa/Juliana wurden sie schließlich Weltmeister. Ein weiterer Turniersieg gelang ihnen beim Grand Slam in Marseille gegen die Griechinnen Arvaniti/Tsiartsiani. Sie wurden Dritte in Klagenfurt und Zweite in Åland. Nach einem frühen Aus in Den Haag erreichten sie diese Platzierungen auch in Barcelona und Sanya, wo sie das Finale gegen Kuhn/Zumkehr verloren. Zum Jahresabschluss gewannen sie die Phuket Open gegen Turner/Akers.
Erfolgreich starteten Kessy/Ross auch in die World Tour 2010. Nach einem vierten Platz in Brasília konnten sie sowohl die Shanghai Open (gegen Larissa/Juliana) als auch den Grand Slam in Rom (gegen Goller/Ludwig) für sich entscheiden. In Seoul wurden sie Dritte und in Moskau unterlagen sie im Finale den Chinesinnen Xue Chen und Zhang Xi. Es folgten zwei neunte und zwei fünfte Plätze sowie ein schwächerer Grand Slam in Stare Jabłonki. In Kristiansand zogen sie nach einer Verletzung beim deutschen Duo Grün/Brink-Abeler kampflos ins Halbfinale ein und belegten den vierten Rang. Weitere vordere Platzierungen erzielten sie als Fünfte in Åland und Dritte in Sanya. Bei den ersten fünf Turnieren der World Tour 2011 wurden sie dreimal Dritte (Brasília, Mysłowice und Peking) sowie nach einer Endspielniederlage gegen die Niederländerinnen Keizer/van Iersel Zweite in Shanghai. Bei der WM in Rom mussten sie sich nach dem Gruppensieg und einem 2:1 im Achtelfinale gegen die Deutschen Holtwick/Semmler im Viertelfinale Walsh/May-Treanor geschlagen geben. Anschließend gewannen sie den Grand Slam in Stavanger gegen Goller/Ludwig. Ein weiteres Finale erreichten sie in Stare Jabłonki, das sie gegen Larissa/Juliana verloren. Sie wurden Siebte in Åland und Fünfte in Den Haag, bevor sie das Jahr mit einem zweiten Platz in Phuket abschlossen. Ross erhielt von der FIVB Auszeichnungen als „Best Hitter“ und „Best Server“.

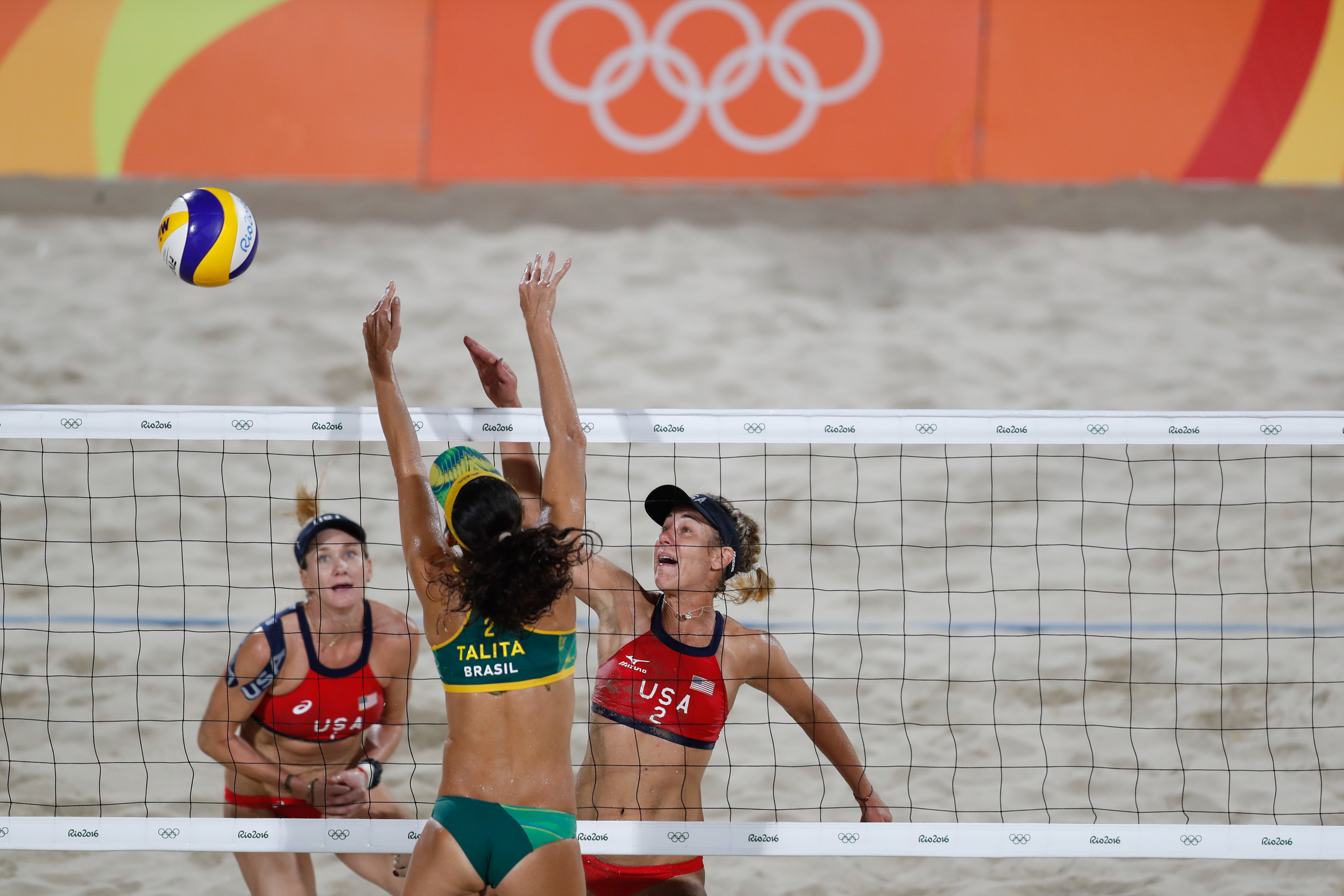
Spiel um Bronze bei den Olympischen Spielen 2016

Auf der World Tour 2012 belegten Kessy/Ross nach dem neunten Platz in Brasília fünfmal den fünften Rang und wurden Dritte in Rom. Als Viertplatzierte der Olympiarangliste qualifizierten sie sich für die Olympischen Spiele in London. Als Gruppensieger kamen sie mit zwei weiteren Siegen ins Halbfinale, das sie im Tiebreak gegen Larissa/Juliana gewannen. In einem rein amerikanischen Finale unterlagen sie schließlich Walsh/May-Treanor und gewannen somit die Silbermedaille. Nach dem Olympiaturnier wurden sie Fünfte in Stare Jabłonki und siegten am Jahresende bei den Bang Saen Open gegen die Russinnen Birlowa/Ukolowa. Außerdem gewannen sie erstmals die AVP-Tour. Zu Beginn der World Tour 2013 wurden Kessy/Ross Fünfte in Fuzhou und Vierte in Corrientes sowie zweimal Neunte. Im Finale des Grand Slam in Rom unterlagen sie den Brasilianerinnen Lima/Talita. Zur WM in Stare Jabłonki trat Ross wegen einer Verletzung von Kessy mit Whitney Pavlik an. Das Duo gab erst im Viertelfinale gegen die Schwestern Doris und Stefanie Schwaiger einen Satz ab und musste sich dann im Halbfinale dem deutschen Duo Borger/Büthe geschlagen geben. Beim Grand Slam in Gstaad spielte Ross erstmals mit Kerri Walsh und wurde ebenso Neunte wie mit Kessy in Long Beach und Berlin. Mit Walsh gewann sie die Grand Slams in São Paulo (gegen Ludwig/Walkenhorst) und Xiamen (gegen Lima/Talita). Das letzte Turnier des Jahres in Phuket absolvierte sie mit Jennifer Fopma. Bei der AVP Tour 2013 wurde sie als MVP und mit Kessy als Team des Jahres ausgezeichnet.
Zu Beginn der World Tour 2014 gewannen Walsh/Ross die Fuzhou Open und später die Grand Slams in Moskau, Stavanger und Long Beach. Die anderen Turniere beendeten sie auf dem fünften oder neunten Rang. Bei der AVP Tour schafften sie ihren ersten gemeinsamen Gesamtsieg. In der Saison 2015 war Walsh wegen einer Verletzung an der Schulter etwas eingeschränkt. Nach dem dritten Platz in Fuzhou verpasste sie beim Grand Slam in Moskau zum erst zweiten Mal in ihrer Karriere die Top Ten eines FIVB-Turniers. Bei der WM in den Niederlanden überstanden Walsh/Ross die Gruppenphase und das erste K.-o.-Spiel ungeschlagen, mussten sich aber im Achtelfinale den Chinesinnen Wang Fan und Yue Yuan geschlagen geben. Beim Major in Gstaad wurden sie Vierte und das gleiche Ergebnis erreichte Ross mit Fopma beim Grand Slam in Yokohama. Ihr einziges Finale 2015 bei der FIVB-Serie spielten Walsh/Ross dann in Long Beach, wo sie gegen Larissa/Talita verloren. Das World Tour Final in Fort Lauderdale spielte Ross mit Lauren Fendrick und belegte dabei den fünften Rang. Die World Tour 2016 eröffneten Walsh/Ross mit dem Gewinn des Grand Slams in Rio de Janeiro. Später gewannen sie nacheinander die Open-Turniere in Fuzhou und Cincinnati sowie den Grand Slam in Moskau. Beim Gstaad Major unterlagen sie wieder Larissa/Talita. Als bestes Team der Olympiarangliste qualifizierten sich Walsh/Ross für die Olympischen Spiele in Rio de Janeiro. Als Gruppensieger gelangten sie mit zwei weiteren Siegen ins Halbfinale. Dort mussten sie sich den Brasilianerinnen Ágatha/Bárbara geschlagen geben. Das Spiel um die Bronzemedaille gewannen Walsh/Ross gegen das zweite brasilianische Duo Larissa/Talita. Anschließend gewannen sie den Grand Slam in Long Beach und belegten Platz fünf beim Saisonfinale in Toronto.
Wegen Differenzen bzgl. der US-amerikanischen AVP-Tour trennten sich Walsh und Ross im Frühjahr 2017. Ross spielte seitdem an der Seite von Lauren Fendrick. Bei der WM in Wien erreichten Fendrick/Ross das Endspiel, das sie gegen die deutschen Olympiasiegerinnen Ludwig/Walkenhorst verloren. Seit 2018 war Alexandra Klineman die Partnerin von April Ross. Auf der FIVB World Tour gewannen Ross/Klineman gleich ihr erstes gemeinsames Turnier in Den Haag. Nach weiteren Siegen auf der World Tour 2018/19 in Yangzhou und in Itapema wurden Ross/Klineman in Hamburg Vizeweltmeisterinnen. Eine Woche später kletterten sie nach dem Sieg beim 5-Sterne-Turnier in Gstaad in der Weltrangliste zwischenzeitlich auf Platz eins.
Beim  4-Sterne-Turnier 2021 in Doha gewannen Ross/Klineman im Finale gegen die Kanadierinnen Humana-Paredes/Pavan. Im selben Jahr gewann das Duo bei den Olympischen Spielen in Tokio die Goldmedaille. Beim World Tour Finale in Cagliari erreichten Ross/Klineman Platz drei.
Da Klinemann nach einer Schulteroperation für unbestimmte Zeit ausfiel, spielte Ross 2022 an der Seite von Emily Day. Wegen einer Verletzung konnte Ross allerdings nicht an der Weltmeisterschaft in Rom teilnehmen.

## Privatleben
Ross bestand 2005 ihr Abschlussexamen in International Marketing. Von 2010 bis 2018 war die Weltmeisterin mit dem Beachvolleyballer Bradley Keenan verheiratet. Seit Sommer 2022 ist sie mit Josh Riley liiert, mit dem sie im Oktober 2023 ein Kind erwartet.